# Ordinul Vulturul German
Ordinul Vulturul German (germană Verdienstorden vom Deutschen Adler, prescurtat DAO) a fost o decorație a celui de Al Treilea Reich, destinată în special cetățenilor străini, instituit la 1 mai 1937 de Adolf Hitler.
A încetat să fie decernat odată cu prăbușirea Germaniei naziste la sfârșitul celui de al Doilea Război Mondial.

## Istoric
Ordinul Vulturul German a fost o decorație acordată de Hitler cetățenilor străini care au avut merite deosebite în susținerearea Reichului, în special diplomați, considerați că simpatizau Germania nazistă, la propunerea ministrului de externe. 
Dintre cetățenii germani, au primit decorația Konstantin von Neurath, care la 20 aprilie 1939 a primit versiunea specială a ordinului, și Joachim von Ribbentrop la numirea sa în funcția de ministru de externe în 1938.
În 1943 Wilhelm Frick a primit versiunea specială în calitate de Protector al Protectoratului Boemiei și Moraviei.

## Descriere și clase
Crucea este o Cruce de Malta cu Vulturi Germani între brațe, purtând zvastica. Versiunea militară avea și spade încrucișate. Crucea era agățată de o bandă roșie lată de 46 mm cu dungi negre, roșii și albe. Aspectul și numele decorației amintesc de decorațiile prusace Vulturul Negru și Vulturul Roșu.
Între 1 mai 1937 și 19 aprilie 1943 ordinul avea șase clase:
1. Marea Cruce a Ordinului Vulturul German (germană Grosskreuz des Deutschen Adlerordens)
2. Ordinul Vulturul German cu Stea (germană Deutscher Adlerorden mit Stern)
3. Ordinul Vulturul German Clasa Întâi (germană Deutscher Adlerorden, Erste Stufe)
4. Ordinul Vulturul German Clasa a Doua (germană Deutscher Adlerorden, Zweite Stufe)
5. Ordinul Vulturul German Clasa a Treia (germană Deutscher Adlerorden, Dritte Stufe)
6. Medalia de Merit Germană, din argint (germană Deutsche Verdienstmedaille)

La 29 aprilie 1939, a fost mărit numărul de trepte. A fost introdusă o treaptă specială, Marea Cruce de Aur (germană Grosskreuz des Deutschen Adlerordens in Gold) care putea fi acordată unui număr de maximum 16 persoane. În plus, la ocazii speciale (recepții de Stat etc.), aceasta era purtată și de miniștrii Reichului (Reichsminister) și de protectorul Reichului (Reichsprotektor) pentru Protectoratul Boemiei și Moraviei.
Cea mai semnificativă modificare a fost introducerea spadelor, care se acordau exclusiv pentru merite militare în sprijinul Reichului german.
Noua împărțire pe clase era următoarea:
1. Marea Cruce a Ordinului Vulturul German din Aur cu și fără spade (germană Großkreuz des Deutschen Adlerordens in Gold (Sonderstufe) mit und ohne Schwerter)
2. Marea Cruce a Ordinului Vulturul German din Aur cu și fără spade (germană Großkreuz des Deutschen Adlerordens (mit und ohne Schwerter))
3. Crucea de merit a ordinului Vulturul German cu stea, cu și fără spade (germană Verdienstkreuz des Ordens vom Deutschen Adler mit dem Stern (mit und ohne Schwerter))
4. Crucea de merit a Ordinului Vulturul German Clasa Întâi, cu și fără spade (germană Das Verdienstkreuz des Ordens vom Deutschen Adler (1. Stufe mit und ohne Schwerter))
5. Crucea de merit a Ordinului Vulturul German Clasa a doua, cu și fără spade (germană Das Verdienstkreuz des Ordens vom Deutschen Adler (2. Stufe mit und ohne Schwerter))
6. Crucea de merit a Ordinului Vulturul German Clasa a treia, cu și fără spade (germană Das Verdienstkreuz des Ordens vom Deutschen Adler (3. Stufe mit und ohne Schwerter))
7. Medalia de Merit Germană, din argint, cu și fără spade (germană Deutsche Verdienstmedaille (in Silber mit und ohne Schwerter))

Mare Cruce unică, de Aur cu Diamante (germană Grosskreuz des Deutschen Adlerordens in Gold und Brillanten) a fost acordată lui Benito Mussolini la 25 septembrie 1937. ???
La 27 decembrie 1943 Ordinul a fost reorganizat cu nouă clase:
1. Marea Cruce de Aur a Ordinului Vulturul German, cu și fără spade (germană Großkreuz des Deutschen Adlerordens in Gold (Sonderklasse mit und ohne Schwerter))
2. Marea Cruce a Ordinului Vulturul German, cu și fără spade (germană Großkreuz des Deutschen Adlerordens (mit und ohne Schwerter))
3. Ordinului Vulturul German casa întâi, cu și fără spade (germană Deutsche Adlerorden (1. Klasse mit und ohne Schwerter))
4. Ordinului Vulturul German clasa a doua, cu și fără spade (germană Deutsche Adlerorden (2. Klasse mit und ohne Schwerter))
5. Ordinului Vulturul German clasa a treia, cu și fără spade (germană Deutsche Adlerorden (3. Klasse mit und ohne Schwerter))
6. Ordinului Vulturul German clasa a patra, cu și fără spade (germană Deutsche Adlerorden (4. Klasse mit und ohne Schwerter))
7. Ordinului Vulturul German clasa a cincea, cu și fără spade (germană Deutsche Adlerorden (5. Klasse mit und ohne Schwerter))
8. Medalia de Merit de Argint, cu și fără spade (germană Silberne Verdienstmedaille)
9. Medalia de Merit de Bronz, cu și fără spade (germană Bronzene Verdienstmedaille)

## Decorați
Marea Cruce de Aur cu Diamante a Ordinului Vulturul German:
- Benito Mussolini

Marea Cruce de Aur a Ordinului Vulturul German:
- Ion Antonescu, șeful Statului Major al armatei române
- Boris al III-lea, regele Bulgariei
- Galeazzo Ciano, Italia
- Roberto Farinacci, Italia
- Francisco Franco, ganeral și conducător al Spaniei, ultimul deținător al Marii Cruci în momentul decesului său, 1975
- Wilhelm Frick, ministru de interne al Reichului
- Heinrich Himmler, Reichsführer SS
- Miklós Horthy, amiral, conducător al Ungariei
- Carl Gustav Emil Mannerheim, mareșal, comandantul forțelor armate din Finlanda
- Konstantin von Neurath, ministru de externe al Reichiului și protector al Protectoratului Boemiei și Moraviei
- Hiroshi Ōshima, general, ambasadorul Japoniei
- Joachim von Ribbentrop, ministru de externe al Reichului
- Risto Ryti, președinte al Finlandei

Alte persoane importante decorate, cu diverse clase: Henry Ford, decorat cu Marea Cruce cu ocazia celei de a 75-a aniversări, 30 iulie 1938,
Charles Lindbergh, decorat Cu Ordinul cu Stea la 19 octombrie 1938, Fanni Luukkonen, conducătoarea organizației Lotta Svärd, la 19 mai 1943.